# Sybil Thorndike
Pour les articles homonymes, voir Thorndike.
Agnes Sybil Thorndike, née le 24 octobre 1882 à Gainsborough (Lincolnshire, Angleterre) et morte le 9 juin 1976 à Londres, est une actrice britannique.

## Biographie

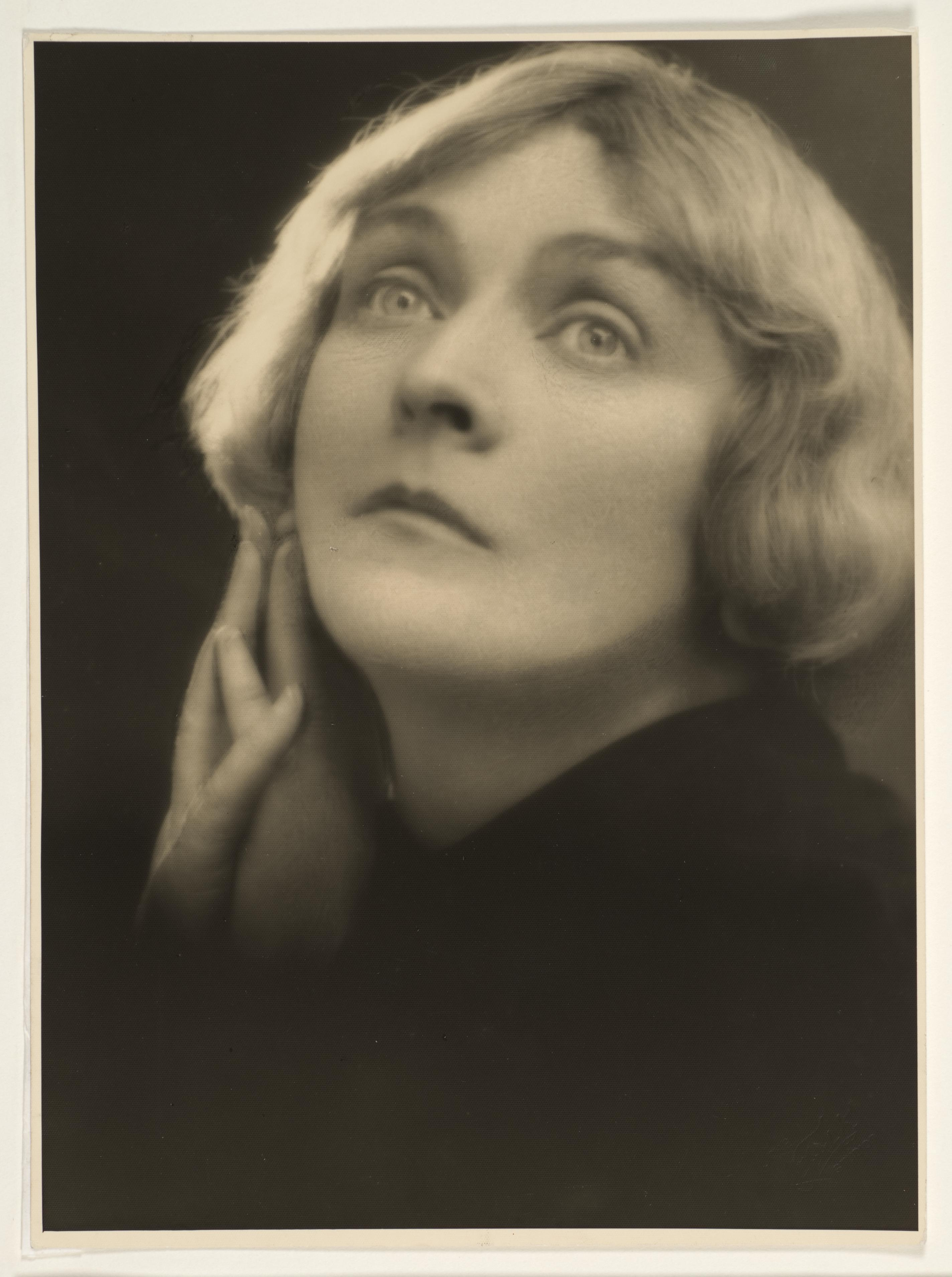
Photographiée en 1932

Sybil Thorndike reçoit une formation de pianiste avant de s'orienter vers le théâtre (à l'instigation de son frère, l'auteur Russell Thorndike (en)), où elle est très active de 1904 à 1969. Elle se produit notamment dans des pièces de William Shakespeare et de George Bernard Shaw (ce dernier écrira Sainte Jeanne pour elle). Hors le Royaume-Uni, elle effectue des tournées aux États-Unis, en Australie et en Afrique du Sud. À Broadway, elle joue dans cinq pièces, la première fois en 1907, la dernière fois en 1957.
Au cinéma, elle apparaît de 1919 à 1963, notamment dans Le Grand Alibi (1950) d'Alfred Hitchcock, avec Jane Wyman et Marlene Dietrich, ou encore Le Prince et la Danseuse (1957) de et avec Laurence Olivier (et Marilyn Monroe). Et notons qu'elle reprend au cinéma certains des rôles qu'elle a précédemment interprétés au théâtre (Macbeth, Sainte Jeanne, Oncle Vania...).
Sybil Thorndike participe également, pour la télévision, à des téléfilms (dès 1939) et séries, jusqu'en 1970.
Elle meurt en 1976, à 93 ans.

## Filmographie partielle
- 1919 : Dawn
- 1921 : Moth and Rust de Sidney Morgan (en)
- 1922 : Jane Shore d'Edwin J. Collins (en)
- 1922 : La Dame aux camélias (The Lady of the Camellias) d'Edwin J. Collins (en)
- 1922 : La Lettre écarlate (The Scarlet Letter) de Challis Sanderson
- 1922 : Le Bossu de Notre Dame (Esmeralda) d'Edwin J. Collins (en)
- 1922 : Macbeth d'H.B. Parkinson
- 1922 : Le Marchand de Venise (The Merchant of Venice) de Challis Sanderson
- 1927 : Sainte Jeanne (Saint Joan) de Widgey R. Newman
- 1931 : Hindle Wakes de Victor Saville
- 1936 : Tudor Rose de Robert Stevenson
- 1941 : La Commandante Barbara (Major Barbara) de Gabriel Pascal
- 1947 : Nicholas Nickleby (en) d'Alberto Cavalcanti
- 1949 : Britannia Mews de Jean Negulesco
- 1950 : La Renarde (Gone to Earth) de Michael Powell et Emeric Pressburger
- 1950 : Le Grand Alibi (Stage Fright) d'Alfred Hitchcock
- 1951 : The Lady with the Lamp d'Herbert Wilcox
- 1952 : The Wild Heart de Michael Powell et Emeric Pressburger
- 1953 : La Valse de Monte-Carlo (Melba) de Lewis Milestone
- 1954 : The Weak and the Wicked de J. Lee Thompson
- 1957 : Le Prince et la Danseuse (The Prince and the Showgirl) de Laurence Olivier
- 1959 : L'Épopée dans l'ombre (Shake Hands with the Devil) de Michael Anderson
- 1961 : Le Grand Risque (The Big Gamble) de Richard Fleischer
- 1963 : Oncle Vania (Uncle Vanya) de Stuart Burge
- 1970 : The Great Inimitable Mr. Dickens, téléfilm de Ned Sherrin

## Théâtre (sélection)
- 1904 : Les Joyeuses Commères de Windsor (The Merry Wives of Windsor) de William Shakespeare (en tournée aux États-Unis)
- 1907 : Le Marchand de Venise (The Merchant of Venice) de William Shakespeare, avec Sydney Greenstreet, Milton Rosmer (à Broadway)
- 1908 : Candida de George Bernard Shaw (en tournée au Royaume-Uni)
- 1910 : Smith de William Somerset Maugham, avec Mary Boland (à Broadway)
- 1913-1914 : The Silver Box de John Galsworthy, avec Lucy Beaumont (au Royaume-Uni)
- 1919-1920 : Les Troyennes (The Trojan Women) d'Euripide (au Royaume-Uni)
- 1924-1941 : Sainte Jeanne (Saint Joan) de George Bernard Shaw (en tournée au Royaume-Uni)
- 1930 : Othello ou le Maure de Venise (Othello) de William Shakespeare, avec Peggy Ashcroft (au Royaume-Uni)
- 1934-1935 : The Distaff Side de John Van Druten (à Broadway)
- 1938 : Time and the Conways de J.B. Priestley, avec Jessica Tandy, Norman Wooland (à Broadway)
- 1957 : The Potting Shed de Graham Greene, avec Robert Flemyng (à Broadway)
- 1962 : Oncle Vania (Uncle Vanya) d'Anton Tchekhov, avec Laurence Olivier (au Royaume-Uni)
- 1966 : Arsenic et vieilles dentelles (Arsenic and Old Lace) de Joseph Kesselring, avec son époux Lewis Casson (au Royaume-Uni)